# 4712 Iwaizumi
4712 Iwaizumi (1989 QE) là một tiểu hành tinh vành đai chính được phát hiện ngày 25 tháng 8 năm 1989 bởi Endate và Watanabe ở Kitami.